# گرازان (قائنات)
گُرازان روستایی در دهستان قائن بخش مرکزی شهرستان قائنات استان خراسان جنوبی ایران است. بر پایه سرشماری عمومی نفوس و مسکن در سال ۱۳۹۰ جمعیت این روستا ۱۶۳ نفر (در ۵۰ خانوار) بوده‌است.